# Petit théâtre du château de Seneffe
Le petit théâtre du château de Seneffe est un édifice de style néo-classique situé dans le parc du Château de Seneffe en province de Hainaut (Belgique).

## Historique
Le théâtre du château de Seneffe a été édifié en 1779 par l'architecte français Charles De Wailly.
Il fait l'objet d'un classement comme monument historique, avec le château et l'ensemble du site, depuis le 24 décembre 1958.

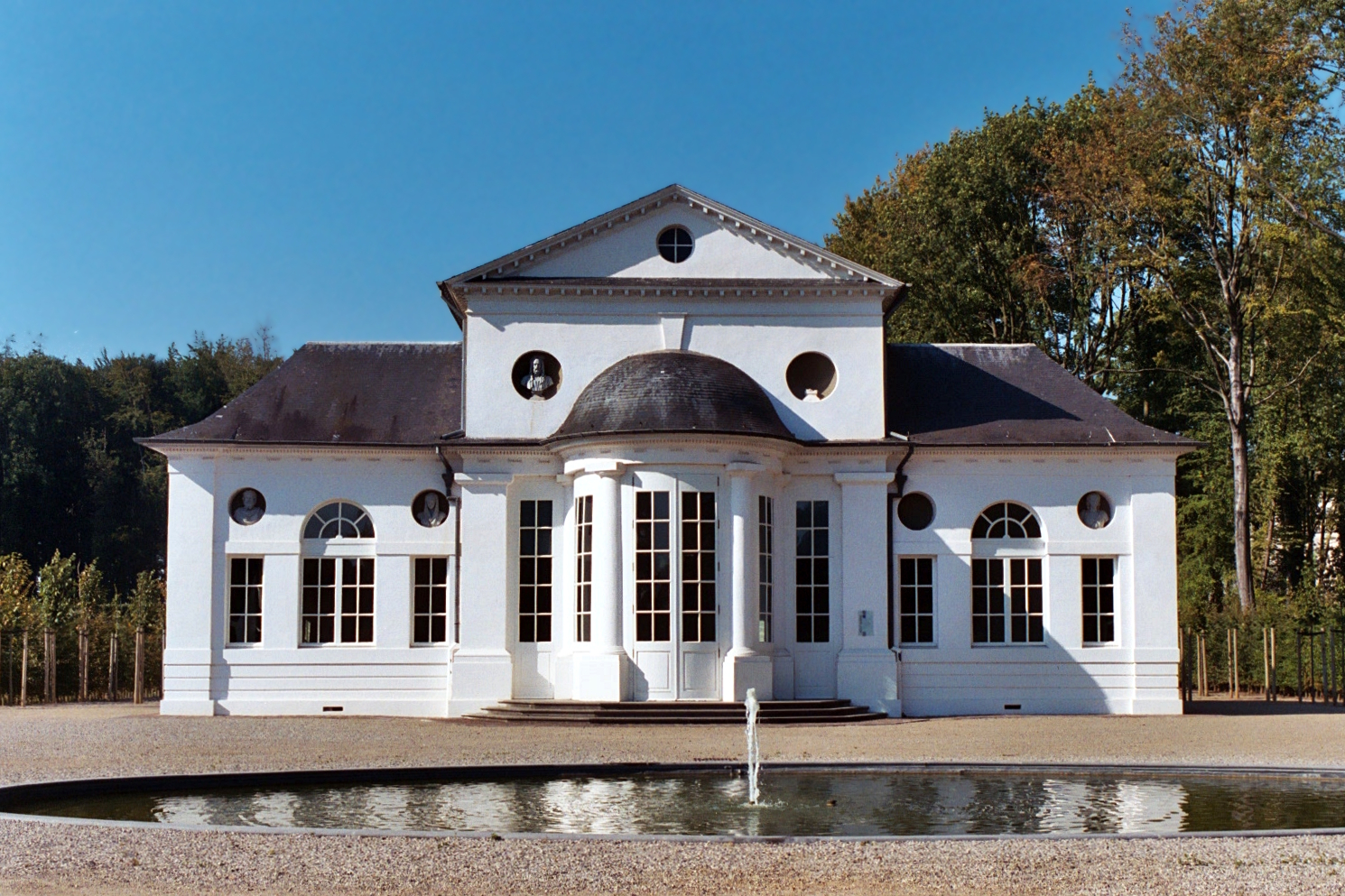
Le théâtre vu de face.

## Architecture
Le comte Joseph de Pestre de La Ferté , fils aîné de Julien (Mort en 1823) et financier à Paris transforme le parc partiellement pour correspondre au goût anglo-chinois, afin de tempérer la tristesse du jardin dit à la française, plusieurs fabriques furent érigées dont le théâtre servant au divertissement en été. 
Badigeonné en blanc et recouvert d'ardoises noires, le bâtiment présente un style néo-classique très pur, que l'on qualifie de néopalladien, et un plan d'une symétrie parfaite, composé d'une partie centrale et de deux ailes basses.
La partie centrale est composée de deux registres. Le registre inférieur, percé de hautes portes-fenêtres rectangulaires à croisillons, est composé de deux massifs pilastres toscans encadrant un pavillon d'entrée semi-circulaire rythmé par des colonnes engagées à chapiteaux toscans. 
Pilatres et colonnes supportent un entablement orné d'une frise de denticules. Le registre supérieur, quant à lui, est percé de deux niches circulaires abritant des bustes et est surmonté d'un fronton triangulaire percé d'un oculus central. (À l'origine les dessins originaux ne présentent pas d'oculus)
Chacune des ailes est percée d'une fenêtre cintrée entourée de deux fenêtres rectangulaires (formant en quelque sorte une fenêtre palladienne ou serlienne). Chacune de ces fenêtres rectangulaires est surmontée d'une niche circulaire abritant un buste.

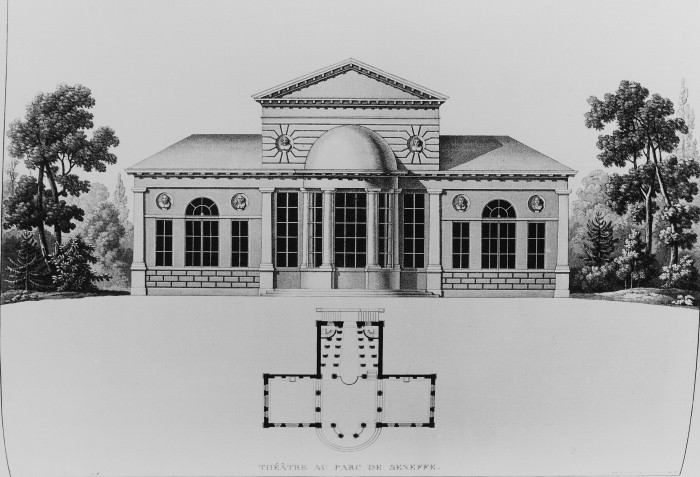
Plan du Petit Théâtre.